# Orangeryggig sultanspett
Orangeryggig sultanspett (Chrysocolaptes validus) är en fågel i familjen hackspettar inom ordningen hackspettartade fåglar.

## Utbredning och systematik
Orangeryggig sultanspett är en stannfågel som häckar på upp till 2000 meters höjd över havet på Malackahalvön, Sumatra, Java och Borneo. Sedan 1950 är den regionalt utdöd i Singapore. Den delas in i två underarter med följande utbredning:
- Chrysocolaptes validus xanthopygius – från allra sydligaste Thailand till Sumatra, Borneo, Riauarkipelagen och norra Natunaöarna.
- Chrysocolaptes validus validus – på Java

Fågeln placerades tidigare i det egna släktet Reinwardtipicus, men inkluderas allt oftare i Chrysocolaptes.

## Status
Arten har ett stort utbredningsområde och beståndet anses stabilt. Internationella naturvårdsunionen IUCN listar den därför som livskraftig (LC).